# 洛雷达娜·博博克
洛雷达娜·博博克（羅馬尼亞語：Loredana Boboc，1984年5月12日—），罗马尼亚前女子竞技体操运动员。她曾代表罗马尼亚获得2000年夏季奥运会体操比赛女子团体全能金牌。